# Mario Merlin
Mario Merlin (Chioggia, 27 agosto 1887 – Altopiano della Bainsizza, 29 settembre 1917) è stato un militare italiano.
Capitano pluridecorato dell'84º Reggimento fanteria dalla Brigata "Venezia", cadde in combattimento nel settembre del 1917, e fu decorato con la Medaglia d'oro al valor militare alla memoria.

## Biografia
Nacque a Chioggia il 27 agosto 1887, figlio di Fruttuoso, segretario del comune di Pozzonovo (Padova) e Giustina Poli. Durante l'infanzia i suoi genitori si trasferirono dapprima a Correzzola, poi a Codevigo e quindi a Padova. Compì gli studi secondari presso il liceo Tito Livio, e quindi si iscrisse alla Facoltà di giurisprudenza della locale Università laureandosi con il massimo del voti nel 1914. Convinto interventista al contrario della sorella, la futura senatrice Lina Merlin, all'atto dell'entrata in guerra del Regno d'Italia, il 24 maggio 1915, si arruolò nel Regio Esercito  in seno al 58º Reggimento fanteria "Abruzzi". Promosso capitano mentre prestava servizio presso l'84º Reggimento della Brigata di fanteria "Venezia", assunse il comando del servizio esplorazione della brigata. A partire dal 28 agosto il suo reparto fu impiegato durante l'undicesima battaglia dell'Isonzo, operando in seno alla 53ª Divisione al comando del principe Maurizio Ferrante Gonzaga, nel settore di Ternova, resistendo ai violenti contrattacchi lanciati dagli austro-ungarici tra il 4 e il 5 settembre sulla linea che andava da Castagnevizza al mare. Morì in combattimento sull'altopiano della Bainsizza il 29 settembre 1917, e per il coraggio dimostrato durante l'ultima azione fu decorato con la Medaglia d'oro al valor militare alla memoria.
Durante il corso della guerra morirono anche due suoi altri fratelli, Umberto e Carluccio, mentre sopravvisse un terzo, Antonio, ritornato dal fronte nel 1919.

### Annotazioni
1. ↑  Dove viveva la nonna materna.
2. ↑  Fu uno dei tre studenti dell'ateneo padovano ad essere decorato con la Medaglia d’oro al valor militare, gli altri furono Federico Guella e Carlo Ederle.
3. ↑  Suo comandante di reggimento era il colonnello Ettore Crespi, mentre comandante della Brigata era il colonnello Vittorio Balbo Bertone di Sambuy.
4. ↑  Quest'ultimo rimasto ucciso dai gas asfissianti.

### Fonti
1. 1 2 3  Lorenzetto 2010, p. 142.
2. 1 2  Silvestri 2001, p. 230.
3. 1 2  Cavaciocchi, Ungari 2014, p. 192.
4. ↑  Bollettino Ufficiale anno 1921, dispensa 4.

### Periodici
- Renzo Chiozzotto, Chi per la patria muor, vissuto è assai..., in Il Fante d'Italia, n. 1, Milano, Associazione Nazionale del Fante, marzo 2012,  pp. 4-5.